# Hungermauer

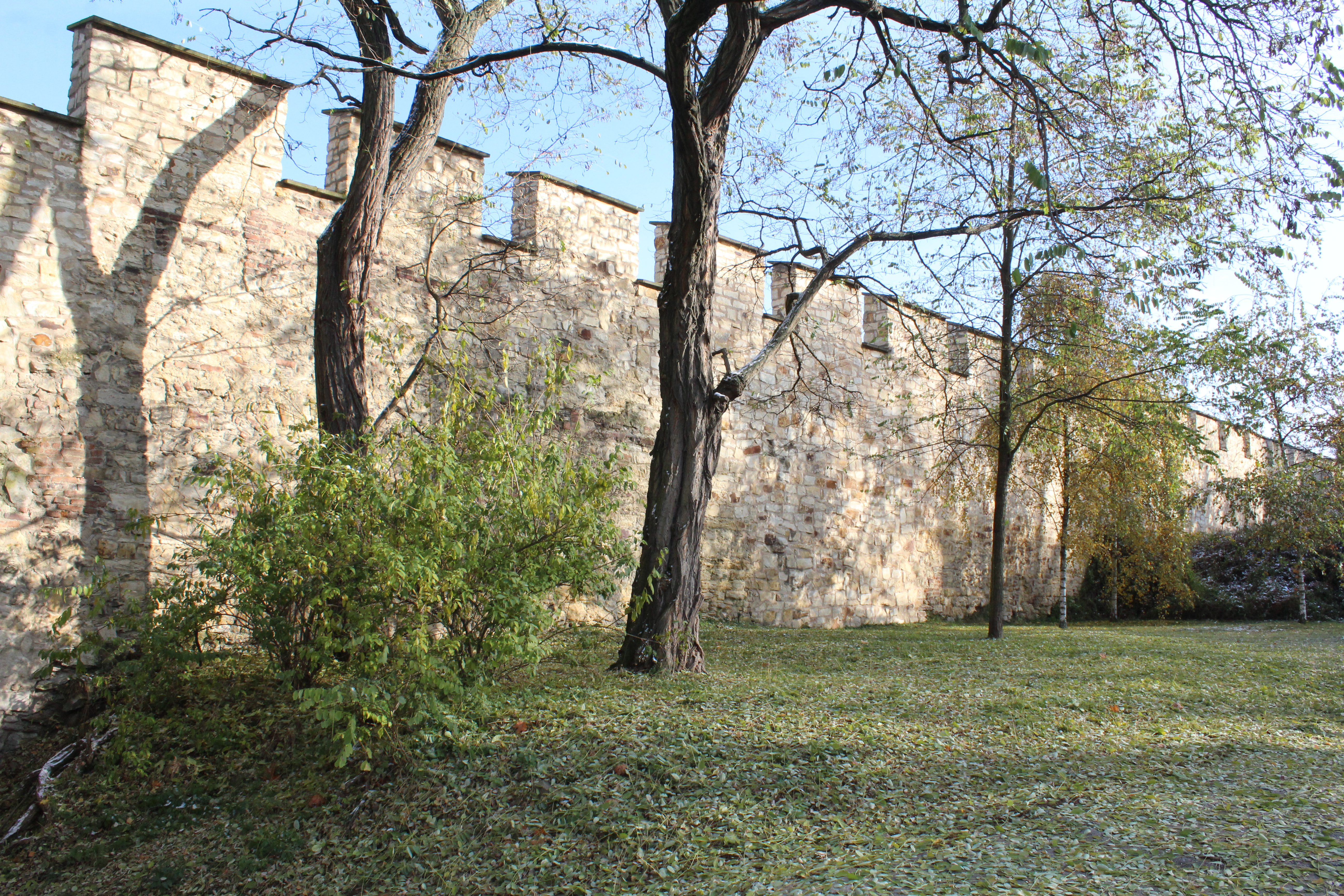
Die Hungermauer auf dem Petřín

Die Hungermauer (tschechisch: Hladová zeď) ist eine Wehrmauer auf dem Petřín (deutsch: Laurenziberg) in Prag, die der böhmische König und Kaiser Karl IV. in den Jahren 1360 bis 1362 erbauen ließ. Damit wollte er die Befestigung der Prager Burg und der Prager Kleinseite gegen mögliche Angriffe aus Süden und Westen verstärken.
Die Mauer war ursprünglich 4 bis 4,5 Meter hoch und fast 2 Meter breit. Sie war bestückt mit Zinnen, Umgang, Schießscharten und mit vermutlich acht vorgelagerten Türmen (Bastionen). Die Mauer wurde aus dem Gestein Pläner (tschechisch: opuka) gebaut, das früher auf dem Petřín abgebaut wurde.
Diese mittelalterliche Verteidigung führte am Újezd (auf der Prager Kleinseite) entlang, über den Petřín zum Kloster Strahov und weiter bis Hradčany. Wegen ihrer Zinnen wurde die Mauer auch Zubatá (mit Zähnen) genannt.

## Geschichte

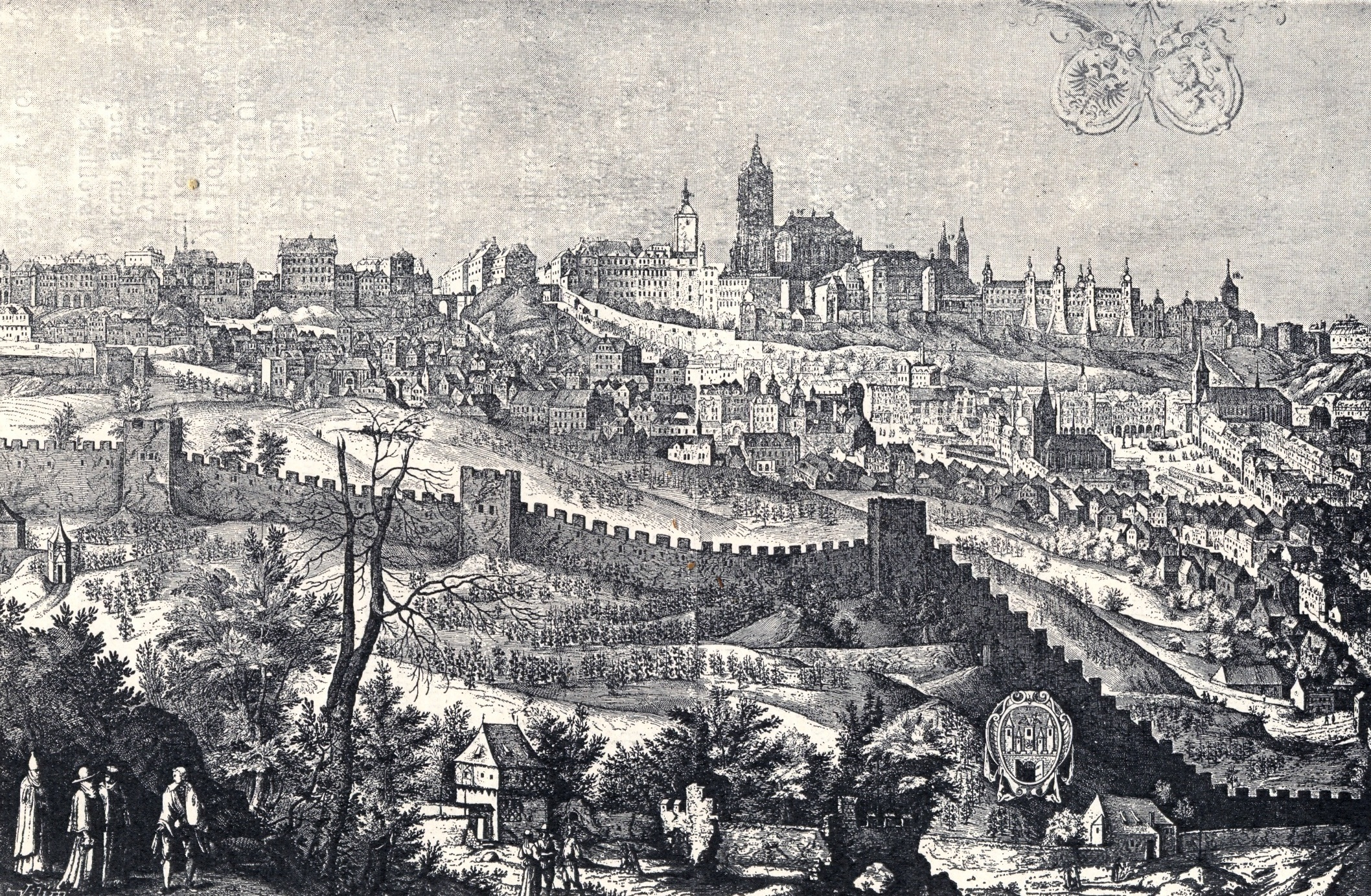
Prager Burg mit der Wehrmauer zur Zeit von Rudolf II.

Im Jahr 1624 wurde die Mauer repariert und in der Mitte des 18. Jahrhunderts von der Kaiserin Maria Theresia weiter befestigt. Während ihrer langen Geschichte wurden viele weitere Reparaturen durchgeführt, in der Neuzeit zum Beispiel in den Jahren 1923 bis 1925 und 1975. Es wurden auch verschiedene Durchgänge durch die Wand gebrochen und wieder zugemauert.

## Legenden
Die Mauer wurde erst nach Ausbruch der Hungersnot in Prag im Jahr 1361 Hungermauer genannt. Vermutlich fanden in dieser Zeit die städtischen Armen am Bau Arbeit und Verdienst. Der Legende nach ließ Karl IV. die Mauer genau aus diesem Grund errichten, gewissermaßen als eine mittelalterliche Arbeitsbeschaffungsmaßnahme. Die wirklichen Absichten waren jedoch zweifellos rein strategisch.
Diese Legende schildern zum Beispiel der böhmische Chronist Václav Hájek z Libočan und der böhmische Historiker Bohuslav Balbín. Balbín schreibt:
„Karl tat es, um die geliebte Stadt vor dem Feind zu schützen, und auch um den Hunger leidenden Pragern einen Lebensunterhalt zu bieten. Der Kaiser nannte die Bauarbeiter seine herzlich geliebte Familie. Jeden Tag machte er sich zu den Menschen auf, die auf Petřín arbeiteten. Er zog selber Arbeitskleider an und arbeitete am Bau mehrere Stunden täglich.“

## Interessantes
- Die Bastionen der Hungermauer haben sich nicht erhalten. Eine von ihnen bildet jedoch das Fundament der Kuppel des heutigen Štefánik-Observatoriums.
- Alois Martin David, Direktor der Prager Sternwarte im Clementinum, nutzte 1804 die Hungermauer, als er den Unterschied der geografischen Länge von Prag und Dresden bestimmen wollte.
- Inspiration für seine Erzählung „Beim Bau der Chinesischen Mauer“ bekam Franz Kafka durch die Prager Hungermauer.